# Halvány rigó
A halvány rigó (Turdus obscurus) a madarak osztályának verébalakúak (Passeriformes) rendjébe és a rigófélék (Turdidae) családjába tartozó faj.

## Rendszerezése
A fajt Johann Friedrich Gmelin német ornitológus írta le 1789-ben.

## Előfordulása
Banglades, Bhután, Brunei, Dél-Korea, a Egyesült Arab Emírségek, Észak-Korea, a Fülöp-szigetek, Kambodzsa, Kína, Hongkong, India, Indonézia, Japán, Laosz, Malajzia, Mongólia, Mianmar, Oroszország, Szingapúr, Srí Lanka, Tajvan, Thaiföld, és Vietnám területén honos. 
Kóborlóként eljut Belgium, Csehország, Ciprus, Finnország, Franciaország, Németország, Magyarország, Olaszország, Málta, Hollandia, Norvégia, Svédország, Lengyelország, Portugália, az Egyesült Királyság, a Maldív-szigetek, Nepál, Omán, Palau és az Amerikai Egyesült Államok területére is. 
Természetes élőhelyei a tűlevelű erdők, mérsékelt övi erdők, szubtrópusi vagy trópusi síkvidéki és hegyi esőerdők, mangroveerdők és cserjések, valamint ültetvények. Vonuló faj.

## Megjelenése
Átlagos testhossza 23 centiméter, testtömege 61–117 gramm.
|  |

## Életmódja
Rovarokkal, csigákkal és bogyókkal táplálkozik, de gyümölcsöket is fogyaszt.

## Természetvédelmi helyzete
Az elterjedési területe rendkívül nagy, egyedszáma viszont ismeretlen. A Természetvédelmi Világszövetség Vörös listáján nem fenyegetett fajként szerepel.